# Dhronecken
Dhronecken là một đô thị ở huyện Bernkastel-Wittlich, trong bang Rheinland-Pfalz, Đô thị Dhronecken có diện tích 1,45 km², dân số thời điểm ngày 31 tháng 12 năm 2006 là 125 người.